# Ciurari-Deal
Ciurari-Deal – wieś w Rumunii, w okręgu Teleorman, w gminie Gratia. W 2011 roku liczyła 568 mieszkańców.